# العلاقات الأسترالية الأندورية
العلاقات الأسترالية الأندورية هي العلاقات الثنائية التي تجمع بين أستراليا وأندورا.

## مقارنة بين البلدين
هذه مقارنة عامة ومرجعية للدولتين:
| وجه المقارنة                                              | أستراليا                                   | أندورا                                                     |
| --------------------------------------------------------- | ------------------------------------------ | ---------------------------------------------------------- |
| المساحة (كم2)                                             | 7.69 مليون                                 | 468                                                        |
| عدد السكان (نسمة)                                         | 24.51 مليون                                | 76.18 ألف                                                  |
| الكثافة السكانية (ن./كم²)                                 | 3.19                                       | 16.28 ألف                                                  |
| العاصمة                                                   | كانبرا، ملبورن                             | أندورا لا فيلا                                             |
| اللغة الرسمية                                             | لغة إنجليزية                               | اللغة الكتالونية                                           |
| العملة                                                    | دولار أسترالي، جنيه إسترليني، جنيه أسترالي | يورو                                                       |
| الناتج المحلي الإجمالي (بليون دولار)                      | 1.32 تريليون                               | 3.01 مليار                                                 |
| الناتج المحلي الإجمالي (تعادل القوة الشرائية) بليون دولار | 1.10 تريليون                               |                                                            |
| الناتج المحلي الإجمالي الاسمي للفرد دولار أمريكي          | 56.31 ألف                                  |                                                            |
| الناتج المحلي الإجمالي للفرد دولار أمريكي                 | 45.92 ألف                                  |                                                            |
| مؤشر التنمية البشرية                                      | 0.939                                      | 0.858                                                      |
| رمز المكالمات الدولي                                      | +61                                        | +376                                                       |
| رمز الإنترنت                                              | .au                                        | .ad                                                        |
| المنطقة الزمنية                                           |                                            | ت ع م+01:00، توقيت وسط أوروبا، ت ع م+02:00، أوروبا/أندورا ‏ |

## منظمات دولية مشتركة
يشترك البلدان في عضوية مجموعة من المنظمات الدولية، منها:
| علم المنظمة | اسم المنظمة                   | تاريخ انضمام أستراليا | تاريخ انضمام أندورا |
| ----------- | ----------------------------- | --------------------- | ------------------- |
|             | يونسكو                        | 4 نوفمبر 1946         | 20 أكتوبر 1993      |
|             | الاتحاد الدولي للاتصالات      | 27 مايو 1878          | 12 نوفمبر 1993      |
|             | منظمة الشرطة الجنائية الدولية | ?                     | ?                   |
|             | الأمم المتحدة                 | 1 نوفمبر 1945         | 28 يوليو 1993       |
|             | منظمة حظر الأسلحة الكيميائية  | ?                     | ?                   |

## وصلات خارجية
- موقع وزارة الخارجية الأسترالية
- موقع وزارة الخارجية الأندورية